# Busseola mesophaea
Busseola mesophaea là một loài bướm đêm trong họ Noctuidae.